# Yari

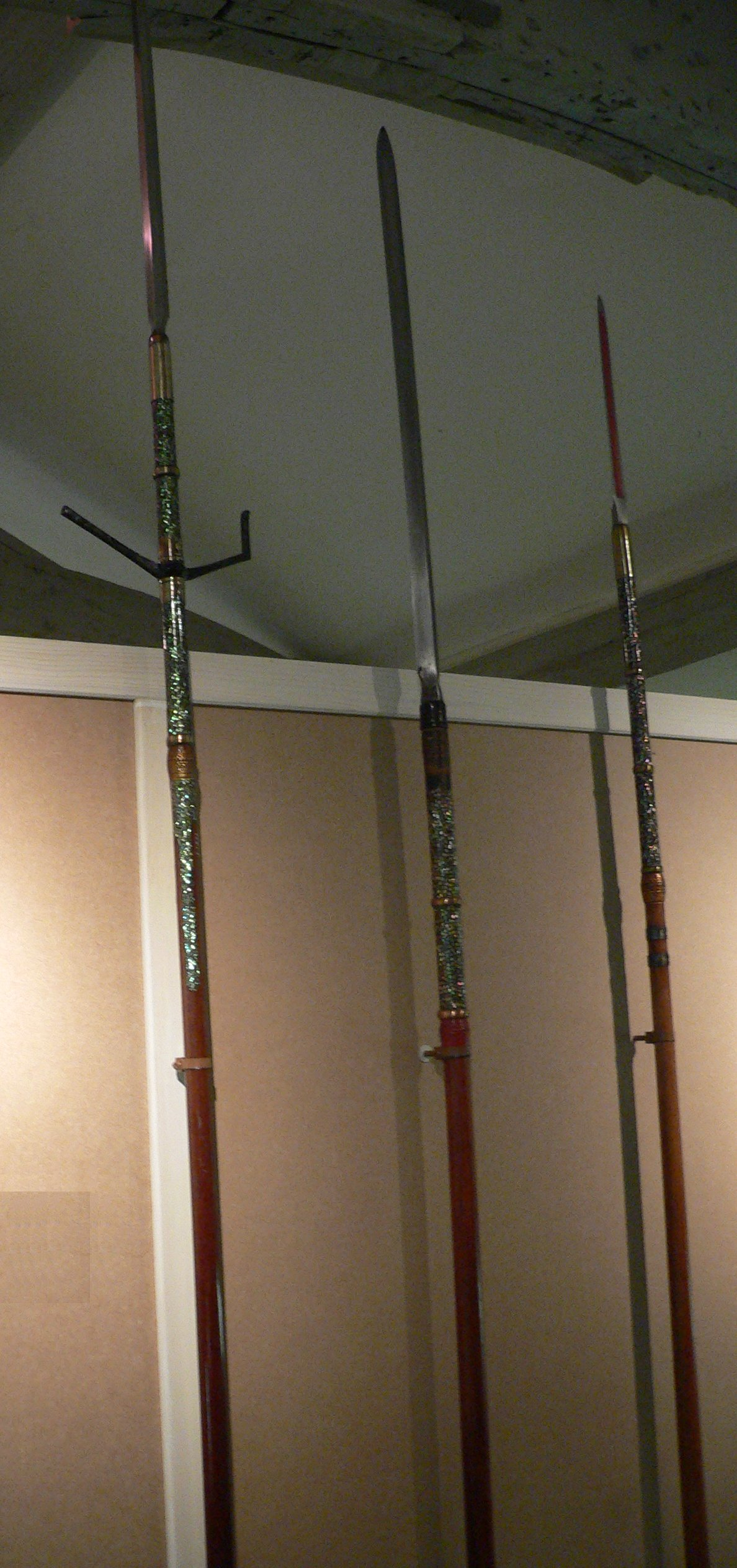
Olika slags yari

Yari är ett japanskt spjut. Konsten att hantera yari kallas sōjutsu.
De stålkvaliteter som används till detta spjut ska motsvara de som används till de japanska samurajernas svärd och pilar.

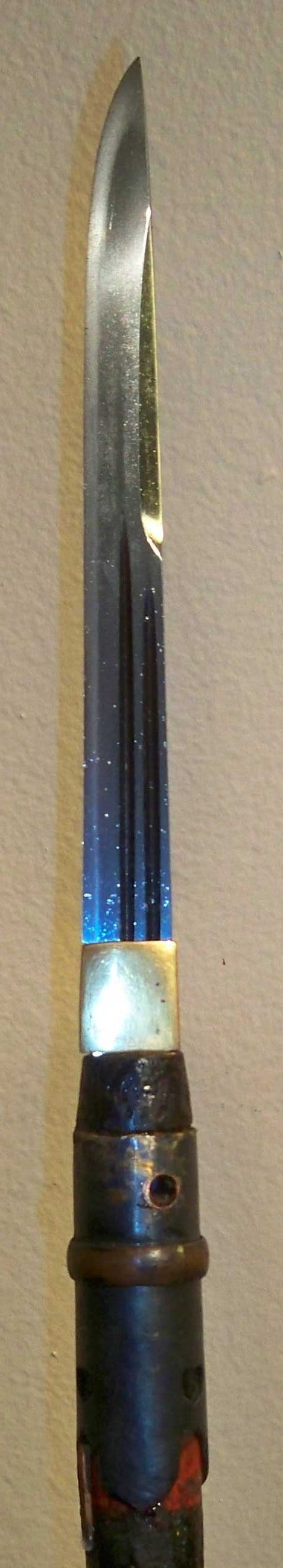
Kikuchi yari
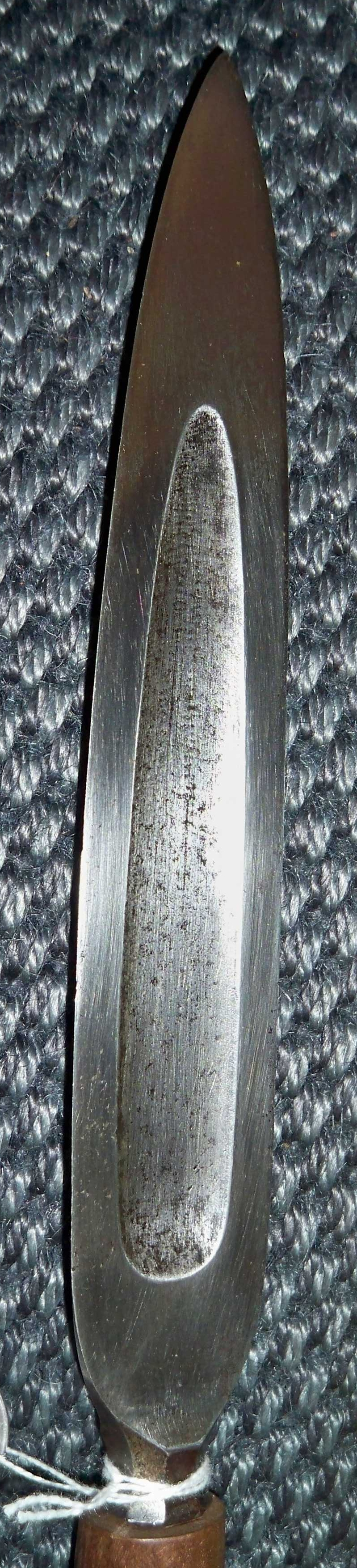
Sasaho yari.
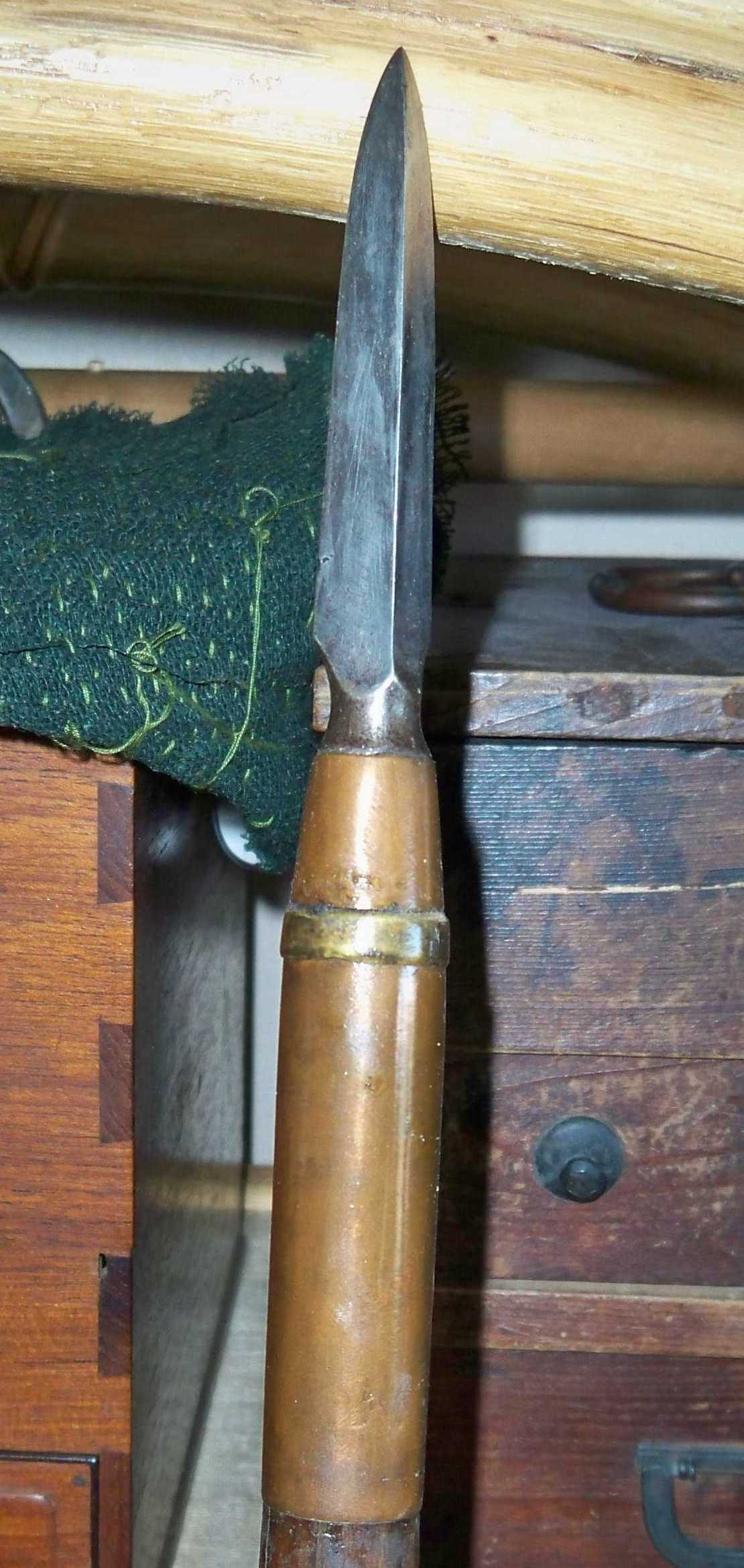
Sankaku yari.
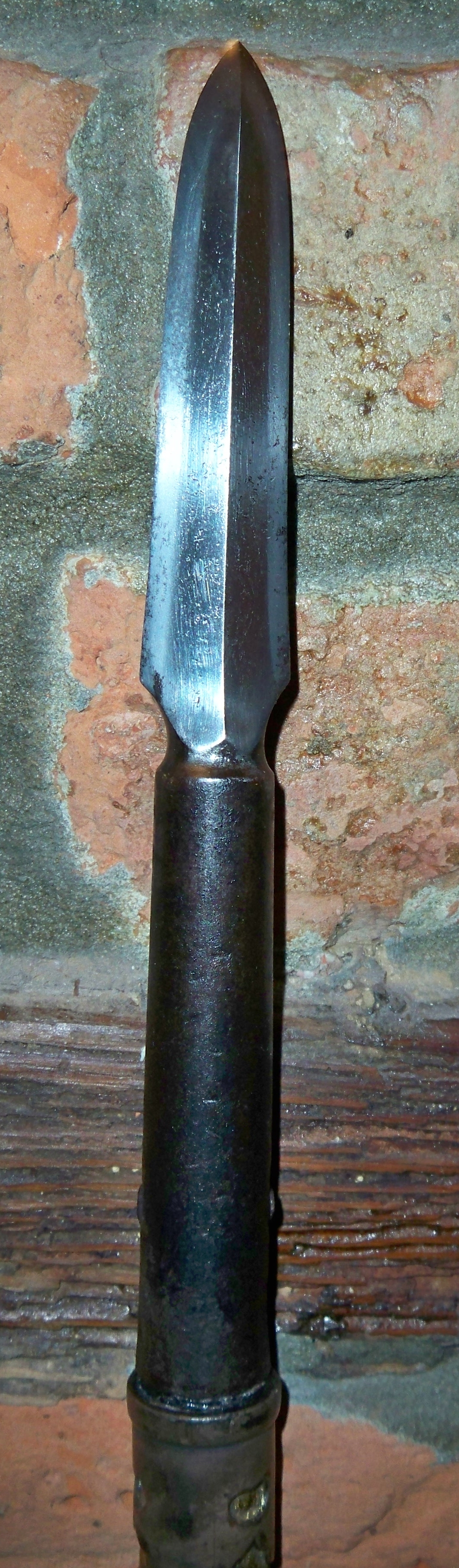
Ryo shinogi fukuro yari.